# Reflektor TV
A Reflektor TV az RTL Klub hírességekkel, filmújdonságokkal foglalkozó tematikus csatornája volt. Nevét az RTL Klub Reflektor című sztármagazinja után kapta.
A csatorna hangja eleinte Détár Enikő, később Istenes Bence volt.
A csatorna reklámidejét mindvégig az RTL Saleshouse értékesítette.

## Története
A csatorna indulását 2007. szeptember 28-án jelentette be, további 9 csatornával együtt az akkori tulajdonosa, az IKO Media Group, amikor 2007. szeptember 18-án a román CNA engedélyezte a társaságnak egy új csatorna elindítását. Az előzetes tervek szerint a csatorna 2007 novemberében indult volna, de az indulását 2008 tavaszára csúsztatta. Az indulás végleges időpontját 2008. március 27-én jelentették be, mely 2008. április 2-án megtörtént. A csatorna indulásával egyidőben az RTL Klubon látható azonos nevű sztármagazin arculata és stúdiója is megújult, illetve nem sokkal az indulás után levédték a csatorna logóját.
2011. július 28-án másik 6 IKO-s csatornával együtt megvásárolta a luxemburgi székhelyű RTL Csoport. 2012. február 11-én megszűnt a Reflektor TV és a Muzsika TV párhuzamos sugárzása a nyugati 1 fokon az ESS multiplexeiben.
2012. február 14-én bejelentették az RTL II (jelenleg RTL Kettő) indulását, amely az eredeti tervek szerint egy másik RTL-csatornát váltott volna. A Reflektor TV-n kívül szóba került még a Prizma TV (jelenleg RTL Három) és a Sorozat+ is, de az új csatorna végül önálló helyen indult október 1-jén.
A csatorna 2013. január 1-jén éjfélkor szűnt meg. Több helyen felváltotta az RTL II már októberi indulásakor, így sok háztartásban nem volt látható a csatorna működése utolsó három hónapjában.

## Volt műsorai

### Befejezett műsorai
| Műsor címe               | Bemutató                                             | Megjegyzés                                                                |
| ------------------------ | ---------------------------------------------------- | ------------------------------------------------------------------------- |
| Őszintén - Szily Nórával | 2008. április 2.                                     | Megszűnt.                                                                 |
| Vacsoracsata             | 2008. március 3. (RTL) 2008. május 5. (Reflektor TV) | Először az RTL-en, majd 19:10-kor ide, majd az RTL Kettőn ismételték meg. |

## Volt vétel
Egyéni műholdas vétel:
```
Thor 6 (Nyugati 1 fok)
11,977
 
GHz, horizontális polarizáció MPEG 2/Conax
Digi TV csomag része
```

Kábelhálózatoknak:
```
Thor 6 (Nyugati 1 fok)
11,977
 
GHz, horizontális polarizáció MPEG 2/Conax
```